# St. Peter (Lajen)

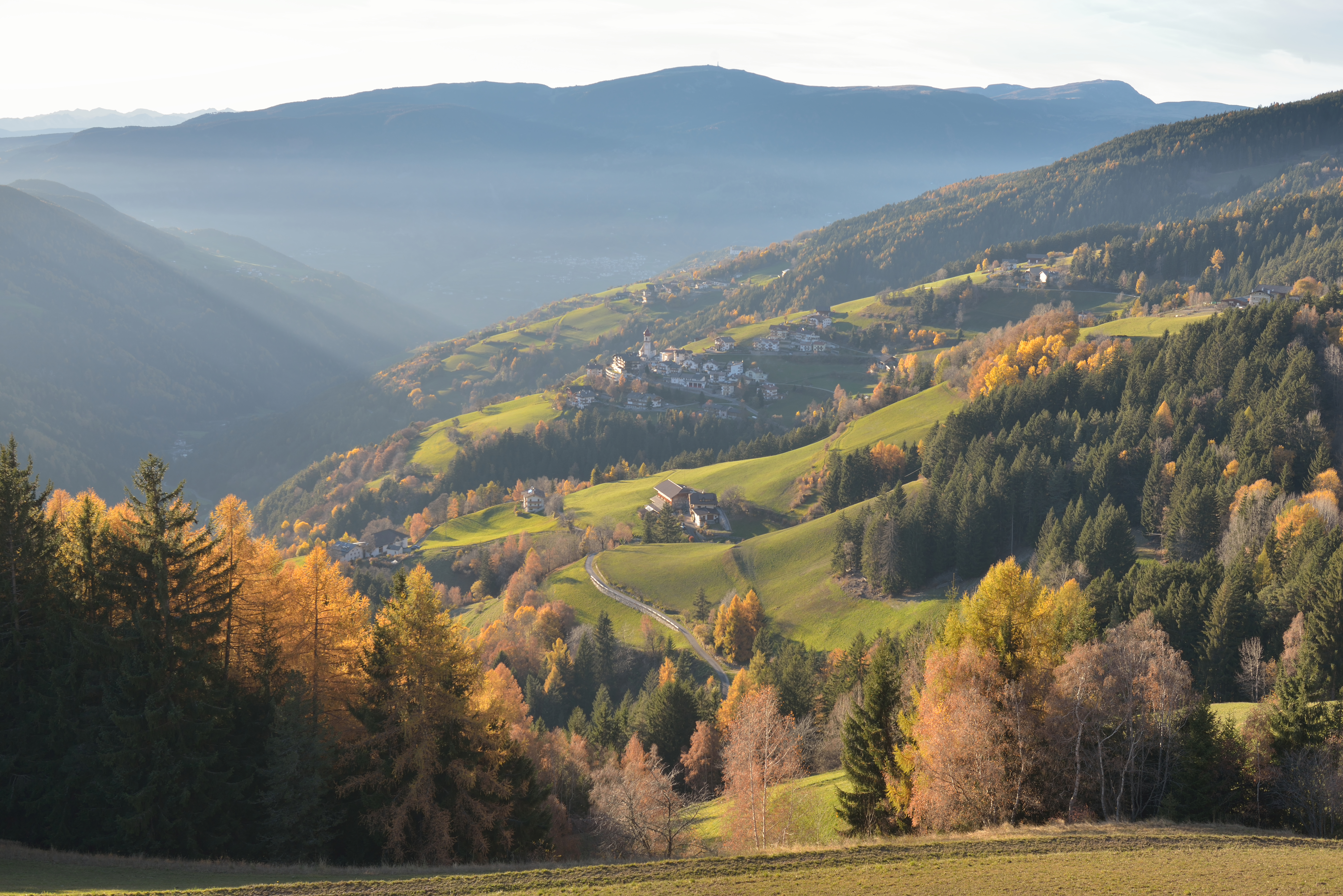
St. Peter

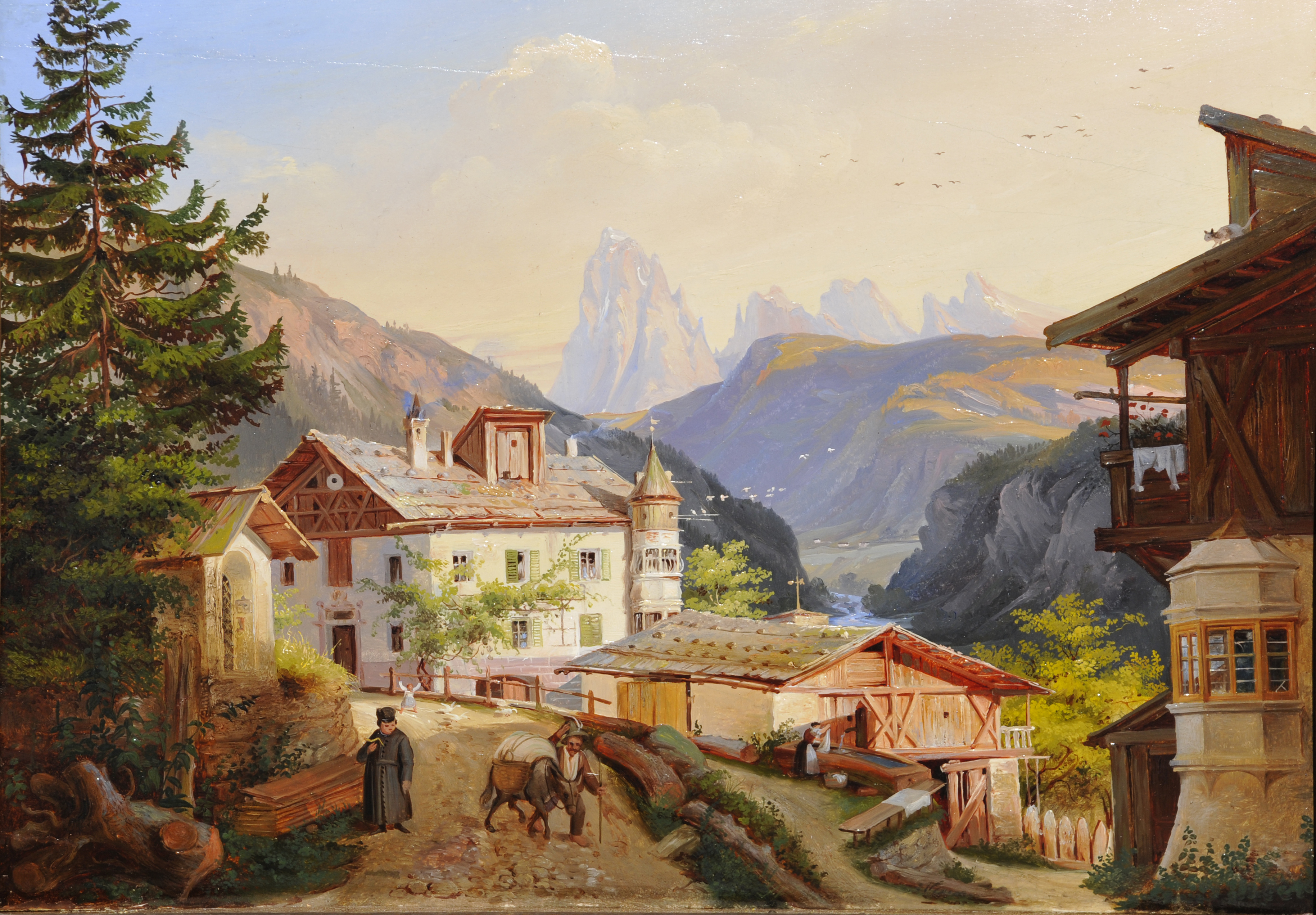
St. Peter im Jahr 1845. Ölgemälde von Josef Arnold dem Jüngeren

St. Peter (ladinisch San Piere, italienisch San Pietro) ist eine Fraktion der Gemeinde Lajen im unteren Grödner Tal in Südtirol (Italien). 
Das kleine Zentrum befindet sich in Hanglage auf der orographisch rechten Talseite auf einer Höhe von 1200 m. Etwas taleinwärts liegt im Talgrund auf rund 950 m am Grödner Bach ein zweiter kleiner Siedlungskern, St. Peter im Tal genannt. St. Peter bildet eine eigene kleine Dorfgemeinschaft, Wanderer und Skifahrer nutzen das Dorf als Urlaubsdomizil, da es in unmittelbarer Nähe eines Ski- und Wandergebietes in den Dolomiten liegt.

## Sehenswertes
- Die Pfarrkirche St. Peter mit den barocken Altären zum Teil aus der Vinazer-Werkstatt um 1730–1750[1], mit Statuen des Bildhauers Franz Tavella 1885 und mit Fresken des Malers Josef Arnold (1788–1879) und seiner Söhne Josef und Alois im Jahr 1845.
- In der Friedhofskapelle der Marienaltar, Retabel mit Maria und Kind aus dem 16. Jahrhundert, nach einer Vorlage von Giovanni Bellini, auf einem barockzeitlichen Sockel mit Armen Seelen, von unbekanntem Künstler[2].

## Bildung
In St. Peter gibt es eine Grundschule für die deutsche Sprachgruppe.